# Apateisme
Apatisme (et portmanteau af apati og teisme, eller apati eller ateisme) er en apatisk holdning til eksistensen eller ikke-eksistensen af en gud eller guder.
Apatisme er mere en holdning snarere end en tro, påstand eller trossystem. Udtrykket blev opfundet af Robert Nash i 2001.
En apatist er en person, der ikke er interesseret i at acceptere eller afvise enhver påstand om, at guder eksisterer eller ikke eksisterer. Eksistensen af en gud eller guder afvises ikke, men kan betegnes som irrelevant.
En af de første apatister var Denis Diderot (1713-1784), som skrev: "Det er meget vigtigt ikke at forveksle skarntyde med persille, men at tro eller ikke tro på Gud er ikke vigtigt.''
Ian von Hegner har argumenteret for, at apatisme er et alternativ til positioner som teisme, ateisme og agnosticisme, med implikationer, der er blevet overset i moderne filosofiske diskussioner, mens Trevor Hedberg har argumenteret for, at apatisme er et ukortlagt territorium i religionsfilosofien.

## Indstilling
Apatisme anser spørgsmålet om eksistensen eller ikke-eksistensen af guddomme for at være fundamentalt irrelevant på enhver måde, der betyder noget. Denne holdning skal ikke forstås som en skeptisk holdning på en måde, der ligner for eksempel ateister eller agnostikere, der stiller spørgsmålstegn ved eksistensen af guddomme, eller om vi kan vide noget om dem. Eksistensen af guddomme er ikke tilsidesat af moralske eller epistemiske årsager − af demokratiske eller eksistentielle årsager anses det for unødvendigt. Dette er en universalisering af det grundlæggende demokratiske princip om, at der ikke er nogen første- og andenklasses mennesker, og at blandt andre arter eller væsener (inklusive hypotetiske guddomme eller rumvæsener andre steder i universet), er mennesker heller ikke anden klasse. I denne version er eksistensen af guddomme således ikke et af de såkaldte store spørgsmål i livet.
Begrebet har forskellige definitioner. Jonathan Rauch definerer det således som: en utilbøjelighed til at bekymre sig så meget om sin egen religion, og en endnu stærkere tilbøjelighed til at bekymre sig om andre menneskers ... Apati angår ikke, hvad du tror, men hvordan.
Hedberg og Huzarevich definerer apatisme som: en holdning af apati eller ligegyldighed over for eksistensspørgsmål, der er rodfæstet i troen på, at deres svar mangler praktisk betydning.
Von Hegner har defineret heroisk apatisme: man er apatisk over for hypotetiske guder på grund af det faktum, at der ikke kan fremføres tilstrækkelige begrundelser, ontologiske, epistemologiske eller eksistentielle, vedrørende gudernes rettigheder over for menneskeheden, og man er heroisk med hensyn til hypotetiske guder, da gudernes rettigheder, hvad enten de er normative eller politiske, ikke har nogen forrang frem for menneskehedens rettigheder.
Adam Scott Kunz har defineret apatisme som: en filosofiske holdning af ligegyldighed, både offentlig og privat, til (1) spørgsmålet om eksistensen af en guddom, (2) den metafysiske og praktiske værdi af loyalitet over for den guddom og/eller (3) samspillet mellem den guddom og den naturlige verden.

## Ræsonering

### Irrelevans
Apatister kan føle, at selvom det blev demonstreret, at guder eksisterer, så ville det ikke gøre en forskel for dem af den ene eller anden grund. Derfor er det ligegyldigt, hvilke grunde der er reelle, og enhver diskussion om det er meningsløs.

### Mangel på interesse
En apatist kan mangle interesse i gudsdebatten blot på grund af manglende interesse for emnet.

### Formål
Dette apatiske argument siger, at formål ikke kommer fra guder, og at hvis en gud eksisterer, ville der ikke være nogen ændringer med hensyn til formål i livet; derfor er en guds eksistens eller ikke-eksistens irrelevant.